# Eduardo de la Barra
Eduardo de la Barra Lastarria (Santiago, 9 de febrero de 1839-Valparaíso, 9 de abril de 1900) fue un diplomático, ingeniero geógrafo, filósofo, crítico literario, periodista y escritor chileno. Masón destacado, fue además Soberano Gran Comendador del Supremo Consejo del Grado 33 para la República de Chile entre 1899 y 1903.
Fue uno de los clásicos de la literatura chilena, cuya obra se inscribe dentro del romanticismo. Su obra fue publicada en Chile, Francia y Argentina.

## Biografía

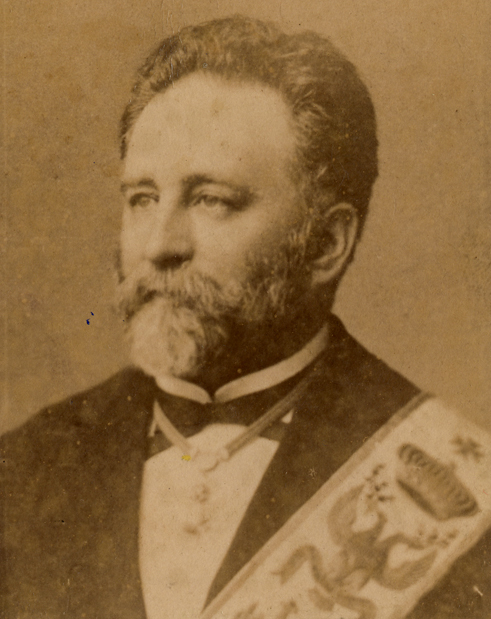
Eduardo de la Barra.

Nacido en Santiago de Chile el 9 de febrero de 1839. Hijo de José María León de la Barra y López de Villaseñor y Juana Lastarria y Munizaga.
Realizó sus estudios en el Colegio Británico de Valparaíso y en el Instituto Nacional de Santiago. Recibió el título de ingeniero agrimensor en 1860. Militante del Partido Radical, intervino en las polémicas religiosas de su tiempo y expuso su ideario liberal en El radicalismo chileno (1875).
Fue rector del Liceo de Valparaíso, que hoy lleva su nombre. Representó a su país en Uruguay como encargado de Negocios (1882) y estuvo algún tiempo en el destierro a la caída del presidente Balmaceda (en Argentina, 1891-1895). Se casó con una hija de José Victorino Lastarria. Su obra fue publicada en Chile, Francia y Argentina.
Se desempeñó como profesor del Instituto Nacional y en 1877 el presidente Pinto lo nombra Rector del Liceo de Valparaíso, actual Liceo Eduardo de la Barra de Valparaíso.
Su expresión literaria contempló el ideal romántico: naturaleza, pasión, amor, desengaños, triunfo y fracaso fueron elementos presentes en sus obras, aunque en su madurez abrazó el modernismo de la mano de su amigo Rubén Darío, a quien prologó la primera edición de Azul (Valparaíso, 1888).
Traductor de Edgar Allan Poe y Sully Prudhomme, destacó sobre todo en su faceta de poeta, con un minucioso cuidado de la métrica: es autor de Poesías (1889, 2 vols.) y Rimas chilenas (1890), aunque también ejerció gran influencia a través de sus estudios literarios, siendo reconocido como el mejor tratadista de métrica de su tiempo. Destacaron especialmente sus Estudios sobre la versificación castellana (1889).
Correspondiente de la Real Academia Española, colaboró eficazmente en los trabajos de esta institución, expuso una curiosa teoría sobre el origen de las lenguas romances (Las lenguas celto-latinas, 1899) y dedicó grandes esfuerzos a la reconstrucción del Poema del Cid: en uno y otro caso, tuvo más voluntad que acierto. Obras suyas son Estudios sobre el cólera (1887), Elementos de métrica castellana (1887) y Ensayos filológicos americanos (1894).

## Influencias
Eduardo de la Barra creció en un ambiente familiar influido fuertemente por las ideas liberales de mediados del siglo XIX. Estuvo vinculado cercanamente al ideólogo liberal José Victorino Lastarria por el lado materno y al casarse con su hija.
Autores influyentes en el pensamiento de De la Barra son los ingleses Byron, Walter Scott, Thomas Moore, entre otros.

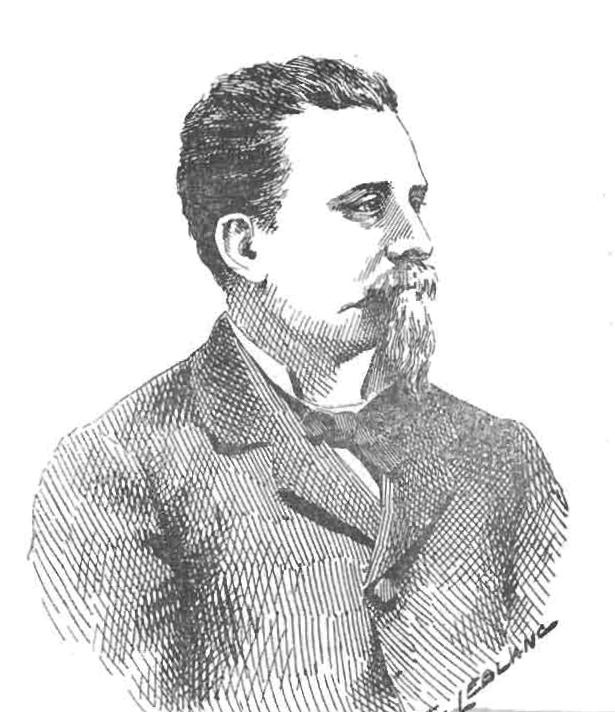
Dibujo de Eduardo de la Barra, realizado en 1897.

Durante el gobierno de José Joaquín Pérez, Eduardo de la Barra participó en funciones ministeriales subordinadas como jefe de sección del Ministerio de Hacienda, cuando Lastarria era ministro. Mantuvo en esos años, su cargo de profesor del Instituto Nacional. Durante ese periodo, sus motivaciones parecieron apuntar fundamentalmente hacia su labor de burócrata y educador, así como hacia la creación literaria, pues, de entonces data su libro "Poesías Líricas", publicado en 1866.
Eduardo de la Barra protagonizó una polémica con Manuel Antonio Matta, respecto de sus puntos de vistas divergentes acerca de la reforma electoral propuesta por el presidente Federico Errázuriz Zañartu y apoyada por Matta. Este apoyo fue considerado una traición por De la Barra a los ideales del partido radical.

## Masonería
Iniciado en la logia Unión Fraternal N° 1, aun cuando no se tiene dato objetivo de la fecha. Sí se sabe que el 23 de abril de 1868 aparece con cargos en la oficialidad de la logia Deber y Constancia N° 7 de Santiago, cuando esa logia aún estaba en instancias de ser consagrada como tal, lo que ocurriría en 1869. Esto nos lleva a pensar que De la Barra fuera uno de sus fundadores. En 1870 es elegido Venerable Maestro de esa misma logia. También se sabe que estuvo vinculado a la masonería uruguaya pues el Gran Oriente del Uruguay, en fecha 2 de septiembre, le confiere el grado 33 de Gran inspector General de la Orden. En algunas fuentes se señala que también habría pertenecido a la logia Justicia y Libertad N° 5. Pero más claro es el hecho de que recibió los más altos poderes masónicos del Gran Oriente argentino, títulos con los cuales refunda en Chile, en 1899, el Supremo Consejo, correspondiente a la más alta jerarquía de la masonería escocesa, convirtiéndose en su Soberano Gran Comendador hasta su deceso.
Como forma de honrar su legado, el Consistorio del grado XXXII dependiente del Supremo Consejo del Grado 33° para la República de Chile lleva su nombre.

## Cargos importantes
- Redactor del Diario La Unión
- Rector del "Liceo N°1 de Hombres de Valparaíso" en 1877, rebautizado en 1944 como Liceo Eduardo de la Barra de Valparaíso, en su honor.
- Uno de los fundadores del Cuerpo de Bomberos de Santiago.
- Miembro de la Real Academia Española.
- Diplomático Encargado de Negocios en Uruguay. (1882)
- Fundador del Círculo de Amigos de las Letras
- Soberano Gran Comendador del Supremo Consejo del Grado 33 para la República de Chile (1899-1900)

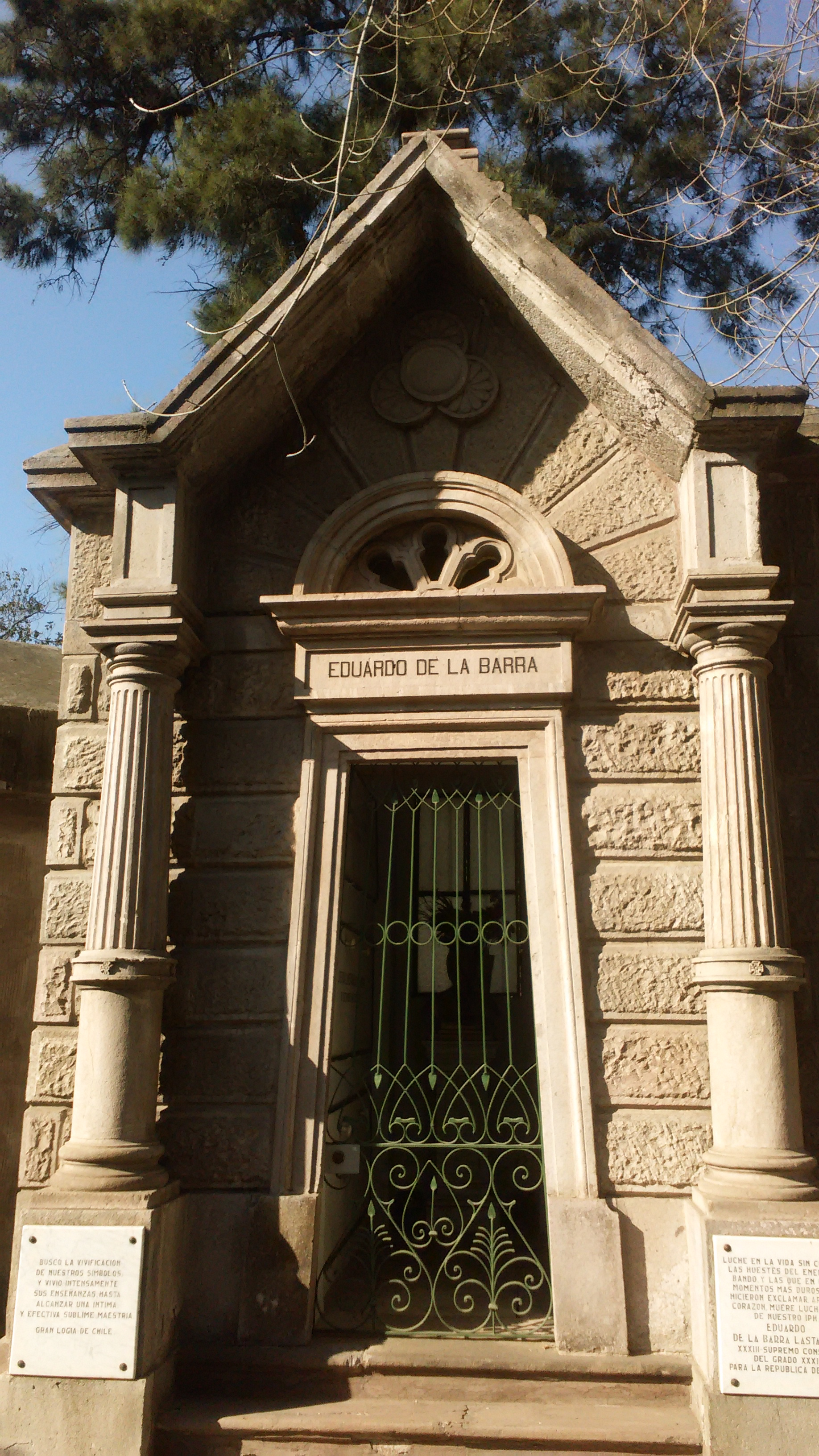
Su mausoleo en el Cementerio General.

## Publicaciones
La relación de De la Barra con la literatura es extensa. Fundó el Círculo de Amigos de las Letras y fue miembro de la Real Academia Española. De la Barra publicó varios libros en Chile y Argentina, sumándose en total 478 obras.

«Métrica del verso español, lucha contra el clero, epidemia de cólera, estudios de los problemas de límites argentino-chilenos, historia literaria, traducciones, modernismo, influencia de la pedagogía alemana sobre la educación chilena, y muchos más».
Raúl Silva Castro enumera los temas de polémica de Eduardo de la Barra.

### Obras
- Los gastos de traslado
- Poesías Líricas de 1866
- Saludables advertencias a los verdaderos católicos y al clero político, selección de sus artículos de periódico bajo el seudónimo de V.Erasmo Gesuit. de 1871
- Francisco Bilbao ante la sacristía: refutación de un folleto, 1872
- El radicalismo chileno, folleto que da cuenta de sus discrepancias con el Partido Radical de 1875
- Estudios sobre el cólera, de 1887
- Elementos de la métrica castellana, 1887
- Poesías, 2 vols. de 1889
- Estudios sobre la versificación castellana, de 1889
- Rimas chilenas, de 1890
- Ensayos filosóficos americanos, de 1894
- Las lenguas celtolatinas, de 1899